# Crematogaster semperi
Crematogaster semperi är en myrart som beskrevs av Carlo Emery 1893. Crematogaster semperi ingår i släktet Crematogaster och familjen myror. Inga underarter finns listade i Catalogue of Life.